# Philippe de Villiers
Philippe Le Jolis de Villiers de Saintignon (ur. 25 marca 1949 w Boulogne) – francuski polityk, wicehrabia, były parlamentarzysta krajowy i eurodeputowany, założyciel i lider Ruchu dla Francji.

## Życiorys
Z wykształcenia prawnik. W 1973 ukończył studia w Instytucie Nauk Politycznych w Paryżu, w 1978 uzyskał promocję w École nationale d’administration. Początkowo pracował w administracji rządowej (w Ministerstwie Spraw Wewnętrznych), następnie w administracji departamentalnej jako dyrektor biura prefekta.
W 1978 założył park atrakcji historycznych Puy du Fou w departamencie Wandea. W 2018 park odwiedziło ponad 2,3 miliona turystów; stał się drugim po parku Disneyland Resort Paris najliczniej odwiedzanym obiektem rozrywki we Francji. Centrum wyróżnione zostało nagrodami przez organizację Themed Entertainment Association za spektakle Les Amoureux de Verdun o bitwie pod Verdun w czasie pierwszej wojny światowej (2016) oraz Le Dernier Panache przedstawiający biografię generała François de Charette (2017).
Philippe de Villiers zaangażował się również w działalność polityczną w ramach Unii na rzecz Demokracji Francuskiej. Od marca 1986 do czerwca 1987 pełnił funkcję sekretarza stanu do spraw kultury. Od 1987 do 1994 sprawował mandat deputowanego do Zgromadzenia Narodowego. Jednocześnie od 1988 do 2010 nieprzerwanie zajmował stanowisko przewodniczącego rady generalnej departamentu Wandea.
W 1994 został wybrany do Parlamentu Europejskiego, w którym zasiadał do 1997. Philippe de Villiers otwierał w tych wyborach listę tzw. dysydentów z UDF, sprzeciwiających się proeuropejskiej polityce partii. Po dość dobrym wyniku wyborczym jesienią 1994 zainicjował powołanie nowej partii pod nazwą Ruch dla Francji. W 1995 polityk wystartował w wyborach prezydenckich, uzyskując około 4,7% głosów.
W 1997 ponownie został posłem niższej izby krajowego parlamentu. Dwa lata później sprzymierzył się z Charles'em Pasqua i jego RPFIE. Wspólna lista zajęła drugie miejsce w wyborach europejskich, sam Philippe de Villiers przez kilka miesięcy sprawował ponownie mandat europosła. Został też wiceprezydentem wspólnej partii, z której odszedł po kilku miesiącach, reaktywując w 2000 MPF.
W 2002 uzyskał reelekcję w swoim okręgu wyborczym do Zgromadzenia Narodowego XII kadencji. W 2004 po raz trzeci wybrano go do Parlamentu Europejskiego. Zasiadał wówczas w grupie Niepodległość i Demokracja. Głosił poglądy eurosceptyczne i tradycjonalistyczne, krytykując postępującą integrację europejską. Jako pierwszy użył wyrażenia „polski hydraulik” w publicznej debacie dotyczącej proponowanej dyrektywy unijnej.
W 2007 ponownie wystartował w wyborach prezydenckich, osiągając wynik 2,2% głosów. W drugiej turze poparł kandydaturę Nicolasa Sarkozy’ego. Przed wyborami do Parlamentu Europejskiego w 2009 zaangażował się w tworzenie francuskiego oddziału partii Libertas, w wyborach jako jedyny kandydat tego komitetu uzyskał mandat posła do PE VII kadencji, który wykonywał do 2014. Na czele Ruchu dla Francji stał do czasu rozwiązania partii w 2018. Przed wyborami prezydenckimi w 2022 zadeklarował wsparcie dla Érica Zemmoura.

## Publikacje
Philippe de Villiers jest autorem ponad 30 książek. Jego wspomnienia polityczne pt. Le moment est venu de dire ce que j'ai vu, wydane w 2015 przez Albin Michel, sprzedały się w nakładzie ponad 220 tysięcy egzemplarzy. Jego wydana przez Fayard publikacja z 2019 J'ai tiré sur le fil du mensonge et tout est venu została przetłumaczona na język polski i pod tytułem Kiedy opadły maski wydana przez DeReggio w tym samym roku.